# Tiphia ovidorsalis
Tiphia ovidorsalis (лат.) — вид ос рода Tiphia из семейства Tiphiidae (Hymenoptera). Корея (Keikido, Chosen).

## Описание
Жалящие перепончатокрылые. Длина тела около 5 мм. Основная окраска тела чёрная. Этот вид может быть распознан по следующей комбинации признаков: субпостериальная бороздка на тергите Т1 с рядом мелких пунктур; тергиты T3—T5 с прямыми короткими коричневыми волосками, перемежающимися с прямыми длинными беловатыми волосками. Передний киль переднеспинки полный и сильный; первый тергит спереди без поперечного киля. Усики самцов 13-члениковые. Мезоскутум с передней медиальной бороздкой и нотаулусом. Личинки предположительно, как и близкие виды, паразитируют на пластинчатоусых жуках (Scarabaeidae). Вид был впервые описан в 1930 году американским энтомологом Гарри Виллисом Алленом (1892—1981) и Jaynes H. A., а его валидный статус подтверждён в ходе ревизии, проведённой в 2021 году китайскими энтомологами Qian Han, Bin Chen и Ting-Jing Li (Chongqing Normal University, Чунцин, Китай). Включён в состав подрода Jaynesia.